# Pärnu
Pärnu (tyska: Pernau) är en stad i kommunen Pärnu stad (estniska: Pärnu linn) i landskapet Pärnumaa i sydvästra Estland. Staden är belägen vid Pärnuviken som är en del av Rigabukten, 110 kilometer söder om huvudstaden Tallinn. Pärnu delas i två delar av Pärnufloden. 

## Historia
Staden grundades 1241 av Tyska orden. 
Pärnu erövrades av svenskarna första gången 2 juni 1562, innehades en kortare tid 1565 av en trupp tyska riddare under C. von Oldenbokum och erövrades 1575 av Ryssland. Under den följande tiden kom Pärnu att växla ägare flera gånger, innan staden 1617 för en längre tid erövrades av Sverige från polska trupper. Den 28 november 1617 erhöll staden privilegier av Gustaf II Adolf och slottet blev samma år säte för en svensk ståthållare. 1625 erhöll Frans Bernhard von Thurn Pärnu med område som förläning, 1627 som grevskap. Under stora nordiska kriget spelade Pärnu åter en viktig roll. Karl XII landsteg i Pärnu med den svenska armén den 6 oktober 1700 för att undsätta de av Sachsen och Ryssland ansatta svenska Östersjöprovinserna, och 1702 räddade sig resterna av Wolmar Anton von Schlippenbachs armé in i staden efter nederlaget i Slaget vid Hummelshof. 1710 intog ryssarna Pärnu, och staden ingick därefter i det ryska guvernementet Livland fram till 1920. 
Tartu universitet var förlagt till Pärnu 1699–1710. År 1990 öppnade Tartu universitet en filial i Pärnu.

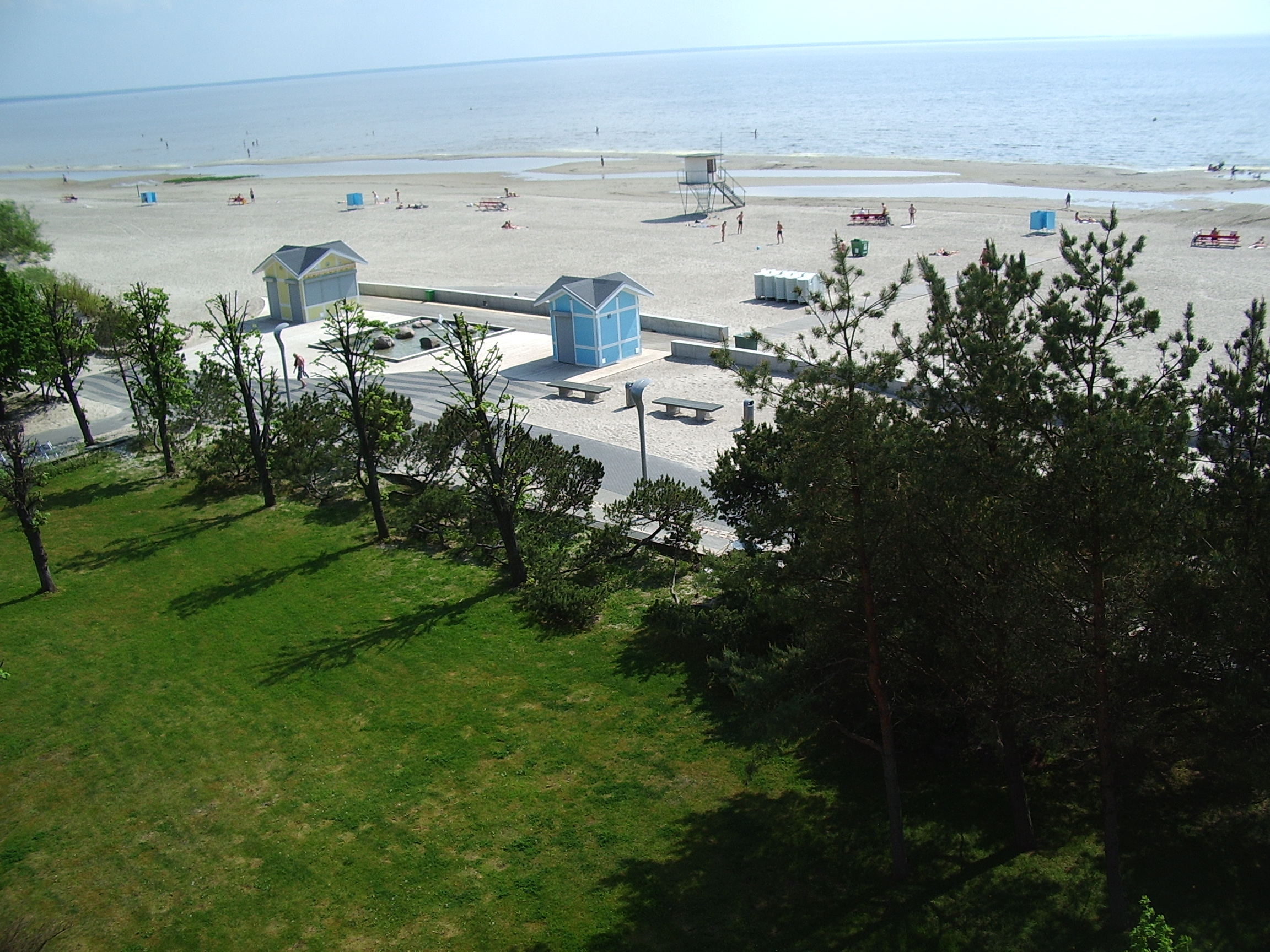
Strandpromenaden i Pärnu.

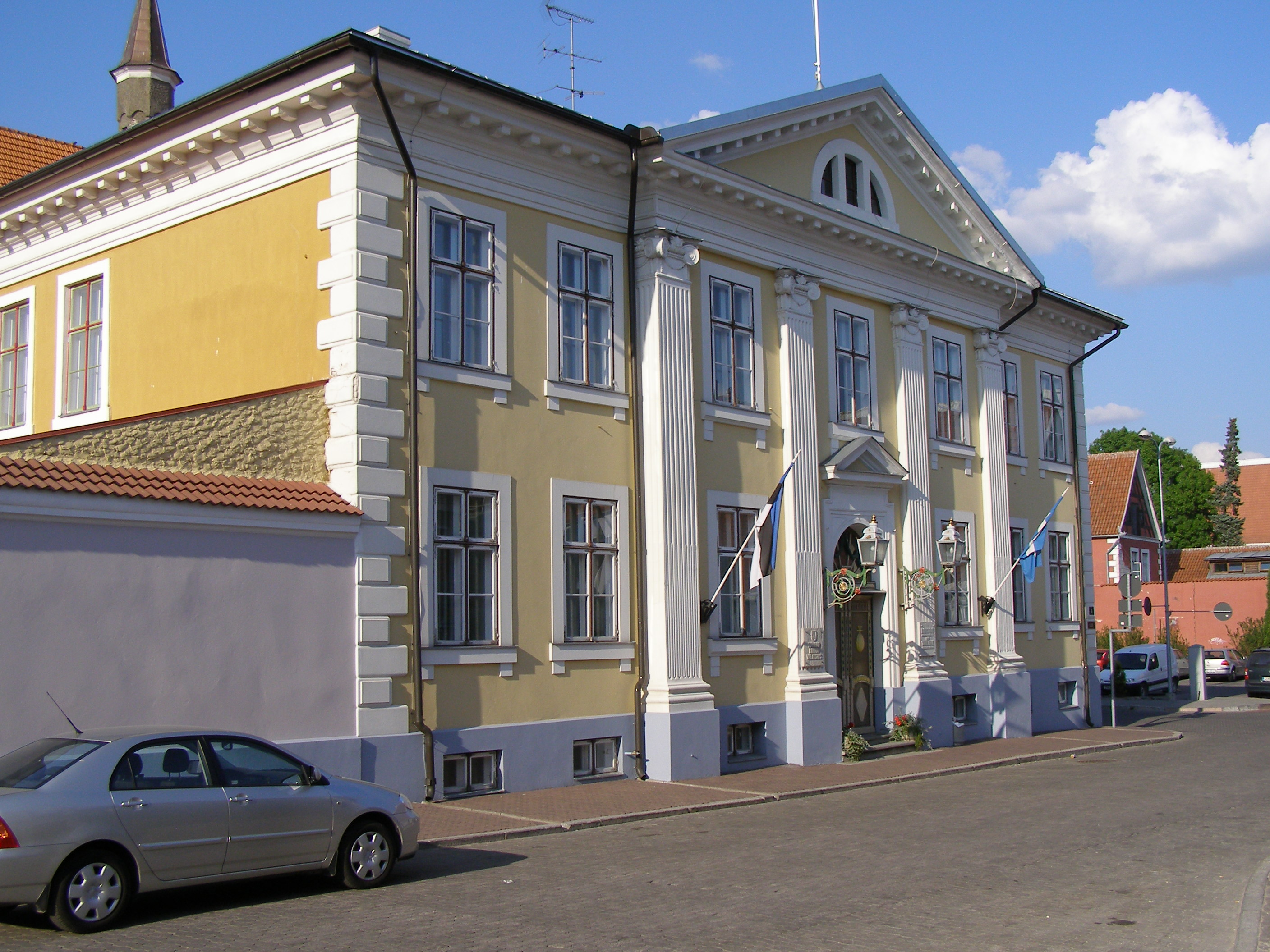
Pärnus stadshus.

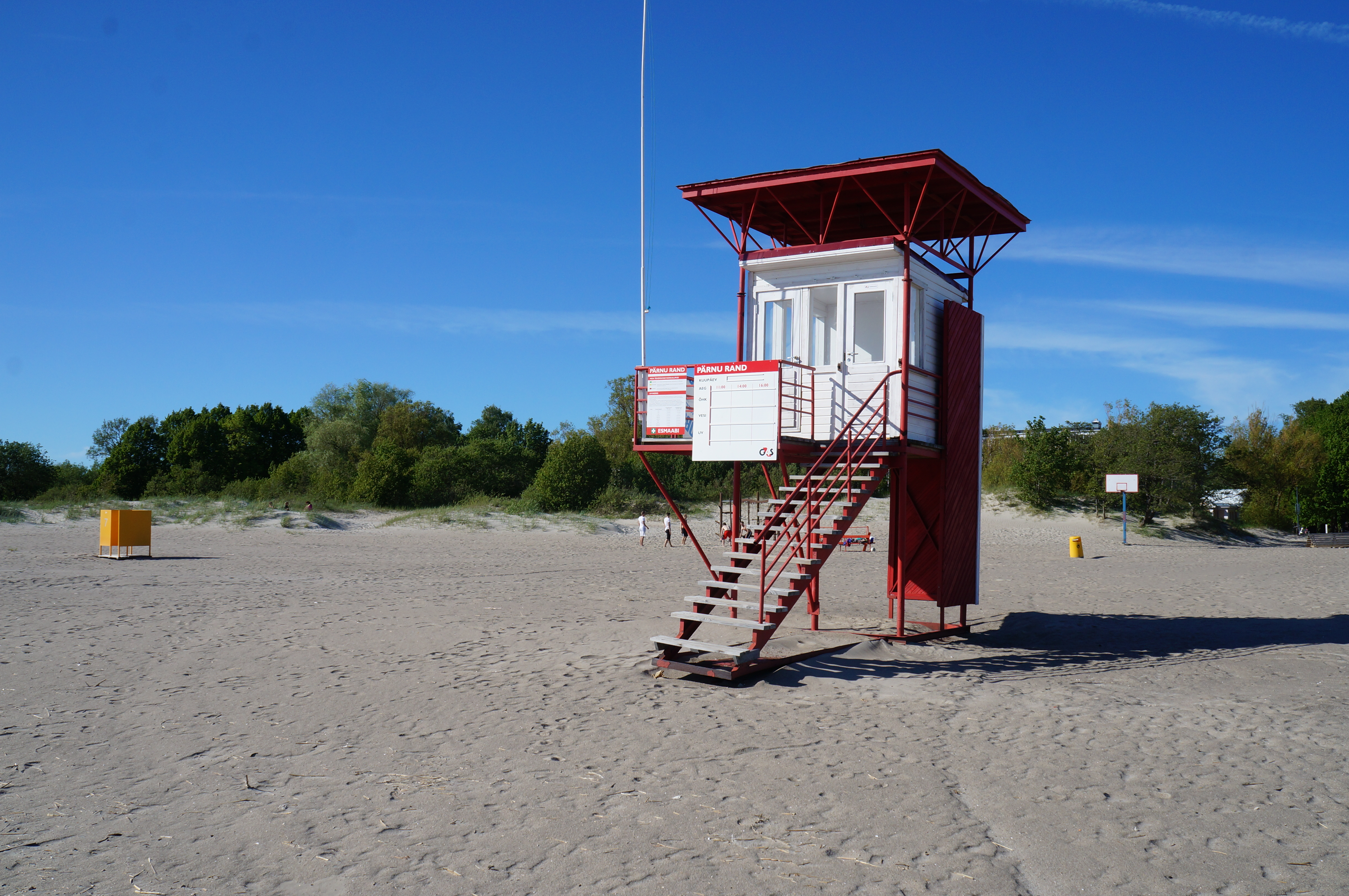
Strand i Pärnu.

## Turism
Pärnu är i dag mest känd som en populär bad- och kurort. Den första badanläggningen öppnade 1839. Vid förra sekelskiftet ökade dess popularitet och intresset blev ännu större efter Estlands självständighet 1920. Många turister kom från Tyskland och Sverige. På 1930-talet hade en del hotell till och med svenskspråkig personal, det behövdes på grund av reguljär sommartrafik på passagerarfartygslinjen Stockholm-Pärnu.
Andra världskriget innebar ett stort avbräck för turismen. Efter kriget, då Estland ockuperades av Sovjetunionen, ökade populariteten igen. Nu kom turisterna i stället främst från andra delar av Sovjetunionen för att bada i de hälsobringande lerorna.
År 2017 färdigställdes kryssningskajen i Pärnu sadam, och det första kryssningsfartyget anlöpte.

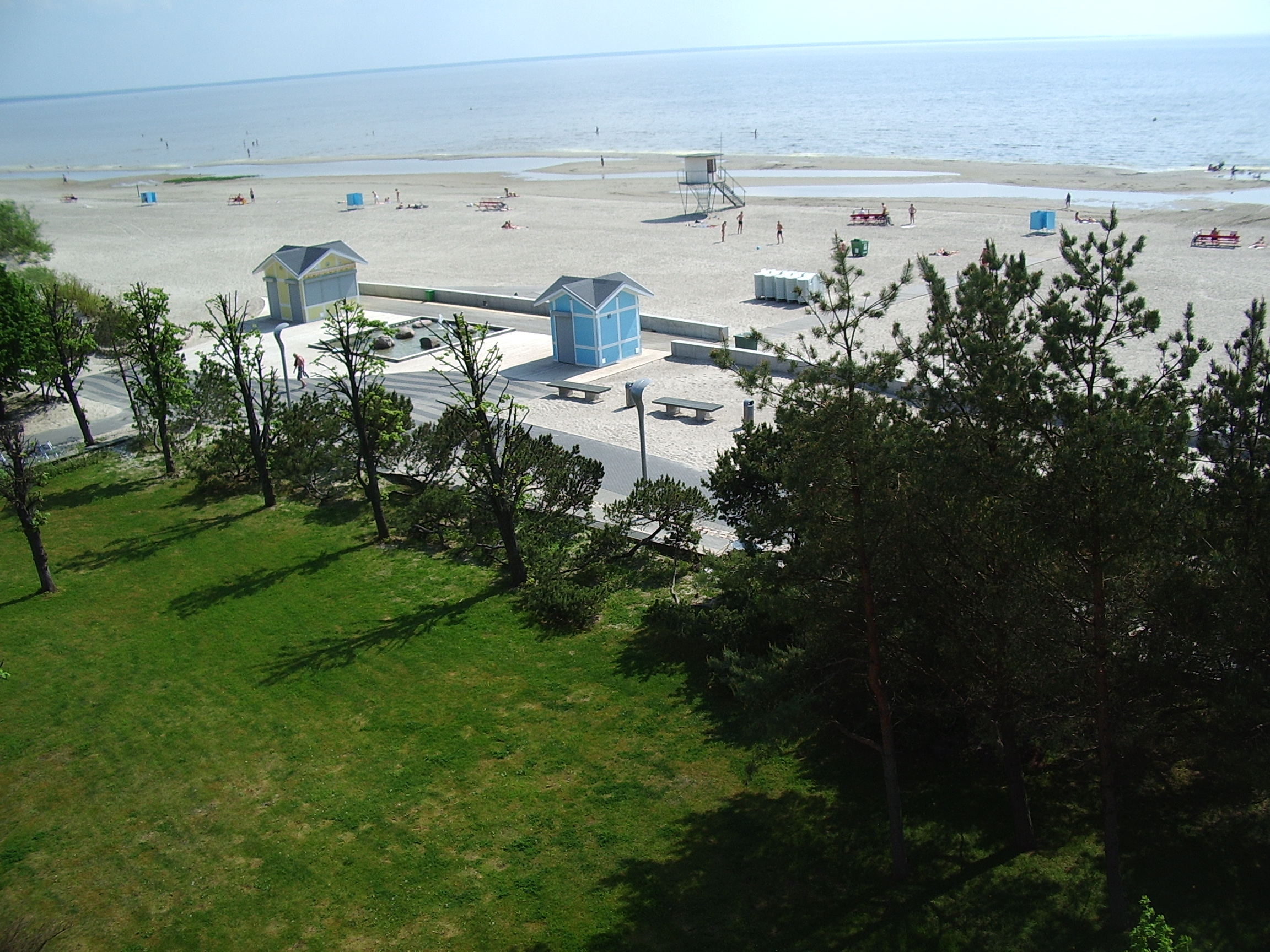
P%C3%A4rnu.-_la_plage_(3).JPG

## Kommunikationer
Pärnu flygplats har få reguljära utrikeslinjer utan huvudsakligen inrikestrafik till öarna Kynö, Runö samt Ösel. I maj 2022 öppnades en säsongslinje till Helsingfors som trafikerades fram till den 21 augusti. Trafiken har återupptagits sommaren 2023. I juni 2022 öppnades även en säsongslinje till Stockholm som trafikerades fram till den 16 augusti, den linjen har emellertid inte återkommit sommaren 2023. Inrikestrafiken är subventionerad av staten och går inte sommartid då det istället går färjor. Udda charterflyg från utlandet förekommer dock. 
Tågtrafiken från Tallinn till Pärnu upphörde den 1 januari 2019 då trafiken söder om Lelle lades ned eftersom rälsen var i för dåligt skick. Trafiken söderut från Pärnu till Riga lades ned i början av 1990-talet.  När den nya järnvägslinjen Rail Baltica är klar mellan Tallinn och Riga kommer det bli möjligt att åka tåg till Pärnu igen. En smalspårig museijärnväg finns i Lavassaare utanför staden.
Busstrafiken till Pärnu är omfattande och det finns direktlinjer till ett stort antal orter i Estland. Inom Pärnu och till näraliggande samhällen finns ett stort antal linjer som körs av stadstrafiken.